# هوبارت رايمان
كان هوبارت أنستيث رايمان (1897-1986) عالم فيروسات وطبيبًا أمريكيًا. قدّم رايمان إسهاماتٍ في الطب بمقاله الرائد عام 1938 حول الالتهاب الرئوي غير النمطي (أول وصف للالتهاب الرئوي الفيروسي)؛ ومقالاته حول الأمراض الدورية ونزلات البرد الشائعة (1948). وكان له دورٌ فاعل في اختبار الستربتومايسين ضد التيفوئيد، حيث "أجرى أولى التجارب الناجحة المعلنة".
من عام 1935 إلى عام 1962، قام بكتابة المراجعة السنوية لمجلة الجمعية الطبية الأمريكية للمنشورات المهمة في مجال الأمراض المعدية، وقدم ملخصًا للجمعية للتقدم المحرز في هذا المجال. بعد عام 1962، واصل هذا العمل في مجلتي أرشيف الطب الباطني والمجلة الطبية البريطانية للدراسات العليا حتى عام 1975، مُقدماً "40 مراجعة سنوية متتالية".
بعد الحرب العالمية الثانية، كان من أوائل الأصوات التي تحدثت ضد الإفراط في استخدام المضادات الحيوية وإساءة استخدامها، وشهد أمام مجلس الشيوخ الأمريكي حول هذا الموضوع في أوائل الستينيات.

## الحياة والمهنة
بعد إكمال تدريبه في كلية الطب بجامعة بافالو، عمل رايمان طبيبًا مقيمًا، ثم رئيسًا للأطباء المقيمين في مستشفى بافالو العام. ثم عمل لفترة كطبيب مساعد في معهد روكفلر، حيث عمل على تحويل المكورات الرئوية من سُلالة خشنة إلى سُلالة ناعمة، ثم عاد إليها مرة أخرى، تحت إشراف عالم الكيمياء المناعية الرائد أوزوالد أفيري
أمضى عامًا في معهد أنطون غون في براغ، كمتخصص في الأمراض المعدية، بما في ذلك حمى جبال روكي المبقعة والسل. تبع ذلك عامان في الصين كأستاذ مشارك في الطب في كلية بكين يونيون الطبية. ثم عاد إلى الولايات المتحدة، حيث كان الكساد الكبير يتجلى، وتولى منصب أستاذ مشارك في الطب في جامعة مينيسوتا. أثناء وجوده في مينيسوتا، كتب الطبعة الأولى من كتابه المدرسي، الذي أصبح سلسلة من أربعة مجلدات بعنوان العلاج في الطب العام. عُرض عليه منصب أستاذية ماجي ومنصب رئيس قسم الطب في كُلية جيفرسون الطبية في فيلادلفيا.

### الالتهاب الرئوي الفيروسيوالأمراض الدورية (1936-1951)
تطور اهتمام رايمان بالكائنات الدقيقة في جيفرسون. "في بيئة طبية كانت لا تزال تعُج بالعلاجات التجريبية والإجراءات ذات القيمة المشكوك فيها، أصر رايمان على الوصول الى تشخيص سببي (علّي) كلما أمكن ذلك." واصل عمله على تصنيف المكورات الرئوية، راسخًا بذلك ممارسة التصنيف الروتيني في حالات المرضى الذين ظهرت عليهم أعراض الالتهاب الرئوي. أدى ذلك إلى نشر مقال "العدوى الحادة في الجهاز التنفسي مع الالتهاب الرئوي غير النمطي: مرض يُحتمل أن يكون سببه فيروس قابل للترشيح" (JAMA، 1938)، وهو مقال ذو مكانة طبية بارزة، كونه أول من وصف الالتهاب الرئوي الفيروسي، مقارنةً بالالتهاب الرئوي البكتيري.
في عام 1945، شارك في تجارب دواء الستربتومايسين في منطقة فيلادلفيا، وكان جزءًا من الثلاثي الأطباء الذين أبلغوا عن فعاليته المحتملة ضد حمى نظيرة التيفوئيد.
في عام ١٩٤٨، نشر رايمان كتابه "المرض الدوري"، وهو متلازمة محتملة تشمل الحمى الدورية، والتهاب الصفاق الحميد الانتيابي، وقلة العدلات الدورية، وآلام المفاصل المتقطعة. وقد اأُعتبر هذا من أوائل التقارير عن الأمراض والحمى الدورية، والتي صُنّفت لاحقًا بأنواع مختلفة، مثل متلازمة الحمى الدورية ومتلازمة رايمان (والتي تم دمجها لاحقًا مع مرض سيغال-كاتان-مامو، تحت الاسم المعروف حالياً: حمى البحر الأبيض المتوسط العائلية ).
عندما انضم رايمان إلى هيئة التدريس في جيفرسون، كان الطاقم الطبي يتألف من 32 عضوًا. وسّع قسم الطب وبدأ برنامج الإقامة. عند استقالة رايمان، كان عدد أعضاء الطاقم 89 عضوًا، منهم عشرة أطباء مقيمين وثلاثة زملاء.

### المواعيد الخارجية
منذ عام 1951، تولى رايمان عقدًا من المناصب الدولية. قضى أربع سنوات في الجامعة الأمريكية في بيروت في لبنان كأستاذ زائر للطب. وفي مقابل عمله من أجل الأمة، سواء في تدريب الطاقم الطبي أو عمله المستمر في الأمراض المعدية، حصل على وسام الأرز. تلا ذلك فترة قصيرة في جامعة إندونيسيا في جاكرتا (بتمويل من مشروع الطب في جامعة كاليفورنيا في لوس أنجلوس في إندونيسيا). ثم جاءت ثلاث سنوات في شيراز، إيران (بلاد فارس آنذاك) بناءً على طلب محمد رضا بهلوي، حيث أسس منهجًا طبيًا في كلية الطب في شيراز على غرار النموذج الأمريكي.

### كلية هانيمان الطبية
عاد رايمان إلى الولايات المتحدة أستاذًا للطب في كلية هانيمان الطبية عام ١٩٦٠، حيث واصل مسيرتهُ البحثية. انخرط في حركة مناهضة الإفراط في وصف المضادات الحيوية وسوء استخدامها. وفي عام ١٩٦٣، وبعد نشره بحث حول الموضوع ذاته في مجلة الجمعية الطبية الأمريكية، استُدعي أمام مجلس الشيوخ الأمريكي للإدلاء بشهادته بشأن إساءة استخدام المضادات الحيوية. خلص رايمان إلى أن معظم حالات إساءة الاستخدام كانت نتيجة سوء إدارة طبية، وهو ما اعتقد أنه لا يوجد ما يمكن فعله حياله. "الأطباء غالبًا ما يستاؤون من النقد ولا يرغبون في أن يُملى عليهم ما لا يجب عليهم فعله."
مُوِّلت مهمة رايمان عام ١٩٦٧ في سايغون، فيتنام، من قِبَل الجمعية الطبية الأمريكية (AMA) والمجموعة الاستشارية الأمريكية (AIG) . أرادتا منه إعادة تنظيم كلية الطب بجامعة سايغون. تدخَّلت أحداث حرب فيتنام.

### السنوات اللاحقة والإرث
أنجز رايمان أيضًا أعمالًا فنية. ظهرت لوحته "بائع البريتزل" بألوان الباستيل على غلاف مجلة الجمعية الأمريكية للطب عام ١٩٧٢. أمضى سنواته الأخيرة في السفر كمحاضر زائر. توفي عام ١٩٨٦ إثر سقوطه الذي أعقبه التهاب رئوي.
إن إرثه هو طلابه وأكثر من 300 ورقة بحثية نشرها كإنجازات تشخيصية خلال فترة العمل الطبي التي سبقت عصر الدراسة الخلوية والحسابية.

## الأوسمة والجوائز
- ميدالية تشارلز الخامس تشابين من الجمعية الطبية في رود آيلاند
- شهادة تقدير للخدمة المتميزة في التعليم الطبي، جامعة بافالو
- وسام الأرز، لبنان
- جائزة شافري، خريجي كلية سانت جوزيف الطبية (الجامعة)
- ميداليات شركة هانيمان للخدمة المتميزة

## الوظائف الشاغرة
| Year      | Institution                                                 | Position                                                                     | Funding Body              |
| --------- | ----------------------------------------------------------- | ---------------------------------------------------------------------------- | ------------------------- |
| 1917-21   | University of Buffalo Medical School, Buffalo, NY           | MD Degree                                                                    |                           |
| 1921-23   | Buffalo General Hospital, Buffalo, NY                       | Intern, Resident Chief House Physician                                       |                           |
| 1923-26   | Rockefeller Institute, New York, NY                         | Assistant physician                                                          |                           |
| 1926-27   | Anton Ghon Institute, Prague                                | Fellow in Pathology                                                          | National Research Council |
| 1927-30   | Beijing Union Medical College, Beijing, China               | Associate Professor of Medecine                                              | Rockefeller Institute     |
| 1930-36   | University Hospital, University of Minnesota Medical School | Associate Professor of Medicine Chief Professor of Medicine, Medical Service |                           |
| 1936-51   | Jefferson Medical College, Philadelphia, PA                 | Magee Professor of Medicine Chairman of the Department of Medicine           |                           |
| 1945      | Cholera Commission to China                                 | Commission Member                                                            | UNRRA                     |
| 1952-54   | American University of Beirut, Lebanon                      | Visiting professor of Medicine                                               |                           |
| 1955      | University of Indonesia, Djakarta, Indonesia                | Visiting professor of Medicine                                               | UCLA, UIP project         |
| 1957-59   | University of Shiraz, Iran                                  | Visiting professor of Medicine                                               |                           |
| 1960-1980 | Hahnemann Medical College and Hospital, Philadelphia, PA    | Professor of Medicine and Preventative Medicine Associate Medical Director   |                           |
| 1967      | Project in Medical Education, Saigon, Vietnam               | Field Director                                                               | (A.M.A.)                  |
| 1968      | Avicenna Hospital, Kabul, Afghanistan                       | Guest Consultant                                                             | CARE-Medico               |

## منشورات مختارة
- عدوى حادة في الجهاز التنفسي مصحوبة بالتهاب رئوي غير نمطي: مرض يُحتمل أن يكون سببه فيروس قابل للترشيح. JAMA، 1938.[19]
- المرض الدوري: متلازمة محتملة تشمل الحمى الدورية، والتهاب الصفاق الحميد الانتيابي، وقلة العدلات الدورية، وآلام المفاصل المتقطعة، JAMA، 1948.[4]
- الأمراض الدورية: حمى دورية، ألم بطني دوري، قلة العدلات الدورية، ألم مفصلي متقطع، وذمة وعائية عصبية، فرفرية تأقية، وشلل دوري. مجلة الجمعية الطبية الأمريكية، ١٩٤٩.[20]
- الأمراض المعدية: المراجعة السنوية للمنشورات الهامة، JAMA، 1935-1962.
- أمراض الأمعاء المعدية والطفيلية: مناقشات في إدارة المرضى. مجلة الفحص الطبي، ١٩٧٧.
- أمراض الجهاز التنفسي الحادة: الوقاية والعلاج. مطبعة ميدكوم، ١٩٧٥.
- الأمراض المعدية: المراجعة السنوية الأربعون والأخيرة للمنشورات المهمة. مجلة الدراسات الطبية العليا، ١٩٧٥. [21]
- مقالة بارزة من المركز الوطني لمعلومات التكنولوجيا الحيوية، ٢٤ ديسمبر ١٩٣٨: عدوى حادة في الجهاز التنفسي مصحوبة بالتهاب رئوي غير نمطي. مرض يُحتمل أن يكون سببه فيروس قابل للرشح. المركز الوطني لمعلومات التكنولوجيا الحيوية، ١٩٨٤.

## الكتب
- هوبارت أ. ريمان، دكتوراه في الطب، الالتهاب الرئوي. سوندرز وشركاه، 1938؛ الالتهابات الرئوية. شركة تشارلز توماس، 1953
- هوبارت أ. رايمان، دكتور في الطب، العلاج في الطب العام، 4 مجلدات، طبعات متعددة؛ 1939 (الطبعة الأولى)، 1941 (الطبعة الثانية)، 1943 (مجلد التقدم)، 1946 (مجلد التقدم)، 1948 (الطبعة الرابعة)، 1949 (مجلد التقدم)، 1952 (مجلد التقدم)
- هوبارت أ. ريمان، دكتور في الطب، أمراض دورية، شركة إف إيه ديفيس، 1963